# クロロギ酸ベンジル
クロロギ酸ベンジル (benzyl chloroformate) とは、クロロギ酸エステルの一種で、ベンジルエステル。外見は無色～淡黄色の油状で、刺激臭を持つ。消防法による第4類危険物 第1石油類に該当する。有機合成において、ベンジルオキシカルボニル基 (Cbz, Z) によりアミンなどを保護する際に試薬として用いられる。構造式上では Z-Cl, Cbz-Cl などと略記される。
上式のように保護されたアミノ基は、加水素分解により脱保護できる。水素ガスとパラジウム炭素が用いられる。

## 性質
水と触れると煙を出しながら分解する。熱分解によりホスゲンを放出する。